# Ekincidenten på Ålands hav
Ekincidenten på Ålands hav är en händelse som ägde rum 1984, där två 19-åriga flickor drev ut till havs i en eka utanför Väddö i Roslagen, och efter två dygn undsattes av ett sovjetiskt fraktfartyg långt ute på Ålands hav. På senare tid har det spekulerats i huruvida flickorna under tiden som nödställda kan ha sett en främmande ubåt, detta sedan de tagit tillbaka sitt initiala förnekande av någon sådan siktning. Incidenten inträffade under en period av Kalla kriget som var högintensiv i fråga om misstänkta ubåtsiakttagelser på svenskt territorialvatten.

## Händelseförloppet
På eftermiddagen den 2 november 1984 begav sig de två 19-åringarna Helena Rundqvist och Lotta Åberg ut på vad som var tänkt att bli en kortare roddtur i en havsvik vid Mälby på Väddö. Av oklar anledning drev dock ekan bort från land i snabbare takt än vad flickorna klarade av att ro tillbaks, med följd att de inom kort befann sig på öppet vatten. De hade vid denna tidpunkt försökt motverka avdriften genom att kasta i en medhavd dragg. Enligt flickornas vittnesmål inträffar sedan en händelse under natten där vad som beskrivs som ett slags plattform uppenbarar sig ur vattnet. Från plattformen tänds strålkastare mot ekan, och flickorna försöker signalera om hjälp. Efter en kortare tid släcks dock strålkastarna, varpå plattformen försvinner spårlöst tillbaka ner i vattnet. En tid senare skall även ljus ha skymtats nedifrån djupet i närheten av ekan.
Efter ytterligare en natt på öppet vatten undsattes de utmattade flickorna slutligen av det sovjetiska fraktfartyget Dagestan (ru: Дагестан). Vid det laget hade en räddningsaktion annonserad av Stockholmradio och innefattandes 19 marina enheter pågått i över ett dygn utan framgång, delvis på grund av svår dimma i området. Trots att larmanropet från Stockholmradio bör ha nått även Dagestan så färdades fartyget med flickorna ombord i tre timmar efter undsättningen, i en stor gir över Ålands hav, innan de slutligen kontaktade svensk sjöräddning för överlämning. Detta faktum har bidragit till spekulationer om samröre mellan Dagestan och den eventuella ubåten.
Offentligt förnekade flickorna under lång tid att de skulle ha sett något märkligt under sin tid till havs, och först 2018, 34 år efter incidenten, berättade de öppet om vad de bevittnat under den första natten. Anledningen till deras tystnad skall ha varit av rädsla för eventuella konsekvenser, speciellt efter det förhör som hölls med flickorna av Försvarsmakten kort efter incidenten. I de offentliggjorda, delvis maskerade förhörsanteckningarna kan läsas: Det är uppenbart att flickorna iakttagit en farkost som av speciell anledning inte kunnat rädda dem. Ingen kommersiell plattform har kunnat identifieras i närområdet, varför förhörsgruppen ej kan utesluta att det varit fråga om någon typ av undervattensfarkost.
Händelsen saknar fortfarande officiell förklaring, då omständigheterna är hemligstämplade av både ryska och svenska myndigheter.